# Réseau Voltaire
Das Réseau Voltaire International (deutsch Voltaire-Netzwerk) ist ein aus Frankreich betriebenes Nachrichten- und Meinungsportal des französischen Journalisten und Verschwörungstheoretikers Thierry Meyssan. Es werden Beiträge, etwa ein Dutzend Autoren der Organisationen oder Medien Agencia Cubana de Noticias (Kuba), Contralínea (Mexiko), Zeit-Fragen (Schweiz), World Crisis Radio (USA) in 19 Sprachen (darunter Französisch, Englisch, Deutsch, Russisch, Spanisch, Arabisch usw.) bei VoltaireNet.org veröffentlicht.
Das Voltaire-Netzwerk sieht sich als „blockfrei“. Beobachter vermuteten in ihm ein Sprachrohr der syrischen Regierung von Baschar al-Assad.

## Hintergrund
Das Réseau Voltaire wurde von Meyssan 1994 als gemeinnützige Organisation in Paris mit Unterstützung namhafter, französischer Intellektueller des linken Spektrums gegründet, um die Meinungsfreiheit und den Laizismus zu verteidigen.
In seiner Selbstdarstellung sieht es sich als „blockfrei“ und den Prinzipien der Bandung-Konferenz von April 1955 verpflichtet.
Zunächst widmete sich das Medium zumeist innenpolitischen Themen (u. a. Front National und Kritik an der katholischen Kirche in Frankreich), Ende der 1990er Jahre dann zunehmend außenpolitischen Themen (Militäreinsatz der NATO gegen Jugoslawien usw.). Nach den Terroranschlägen vom 11. September 2001 und der Veröffentlichung seines Buchs L’effroyable imposture (deutscher Titel: 11. September 2001. Der inszenierte Terrorismus. Auftakt zum Weltenbrand?) vertritt Meyssan zunehmend politische Verschwörungstheorien zu den Terroranschlägen am 11. September 2001. 2005 kam es zum Bruch mit führenden Mitarbeitern, die eine Unterwanderung durch Holocaustleugner und Anhängern autoritärer Regimes beklagen;
die ursprüngliche Organisation wurde schließlich 2007 abgewickelt.
Eine Neugründung durch Thierry Meyssan, der sich überwiegend in Damaskus aufhält, erfolgte mit syrischer Unterstützung.
Beobachter vermuteten in ihm daher ein Sprachrohr der syrischen Regierung von Baschar al-Assad.